# Volkswagen Nutzfahrzeuge

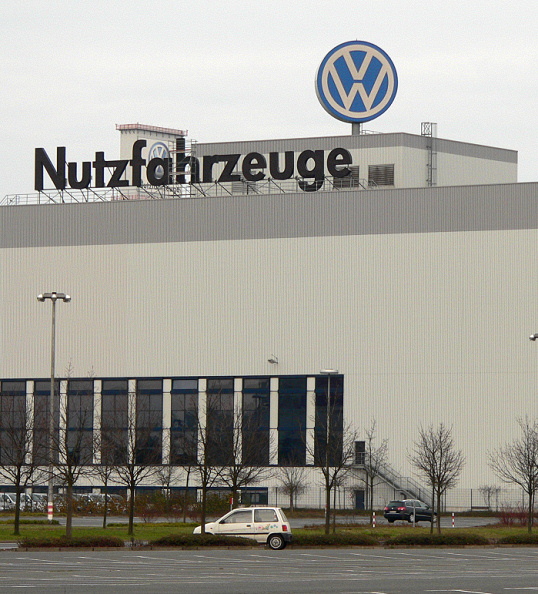
VW-Nutzfahrzeuge im Volkswagenwerk Hannover

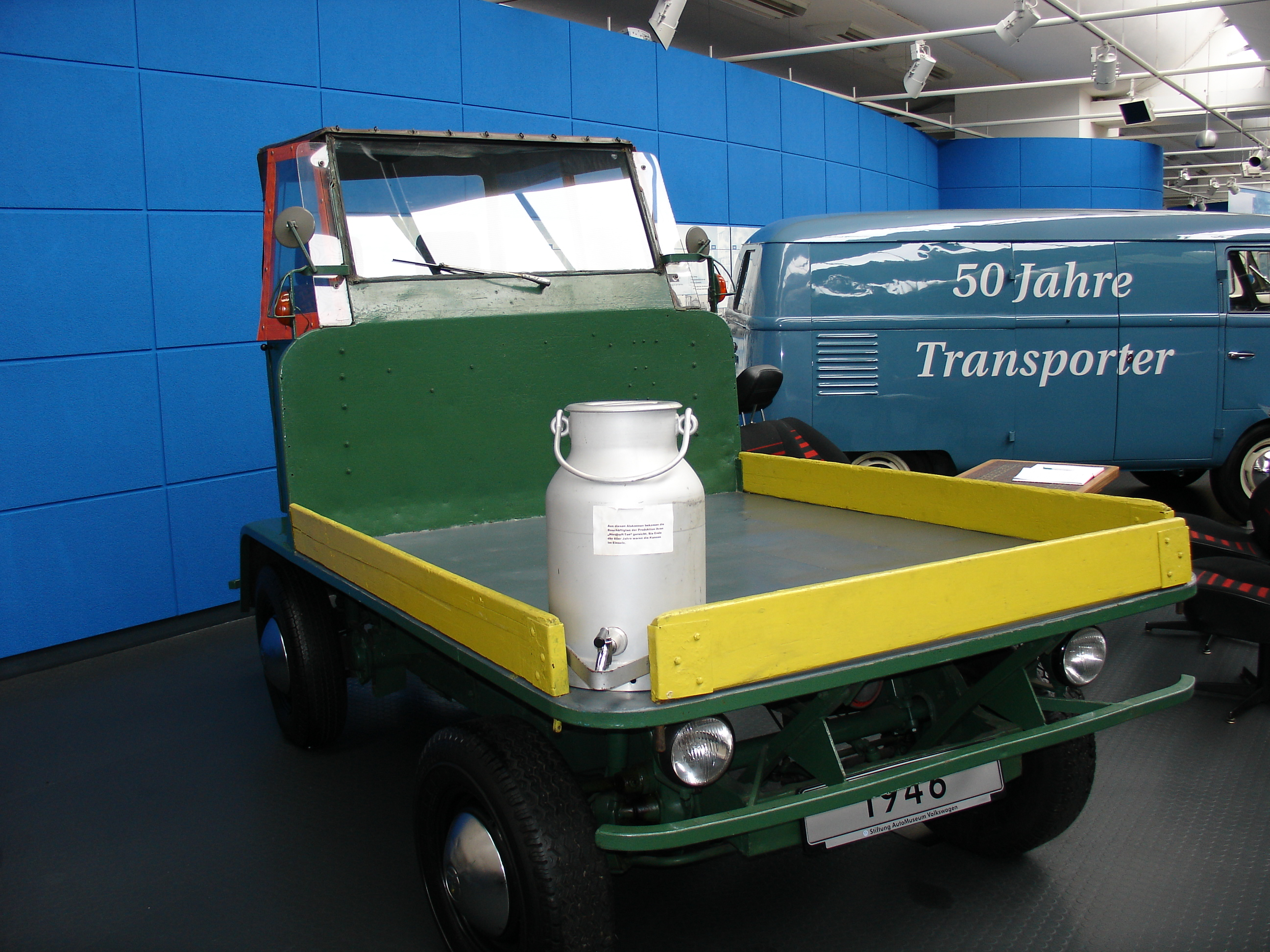
Plattenwagen von 1946

Die Geschäftssparte Volkswagen Nutzfahrzeuge trägt in der Volkswagen AG als eigene Marke die Verantwortung für die Produktion von leichten Nutzfahrzeugen. Die Modellpalette umfasst heute Kleintransporter und Pick-ups.

## Geschichte
Von Juni bis Dezember 1945 wurden im Volkswagenwerk Wolfsburg bereits rund 500 Kastenwagen auf Basis der Modelle Typ 51 (Käfer) und Typ 82 (Kübelwagen) unter Verwendung noch aus der Zeit des Zweiten Weltkriegs stammenden Teilen produziert. Abnehmer der als Typ 83 (Käfer-Basis) und Typ 28 (Kübelwagen-Basis) bezeichneten Fahrzeuge war überwiegend die Post und andere Behörden in der Britischen Besatzungszone, einige Fahrzeuge wurden auch als Behelfskrankenwagen ausgerüstet.
Ab 1946 wurden im Wolfsburger Werk auf Basis des Kübelwagens, später des Käfers, sogenannte Plattenwagen hergestellt, die sich jedoch aufgrund ihrer Bauweise – der Fahrer sitzt hinter der Ladefläche – nur für den innerbetrieblichen Transport eigneten.
Die Geschichte der Großserienproduktion von Nutzfahrzeugen bei Volkswagen begann 1950 mit Aufnahme der Serienfertigung des VW Transporter, intern als Typ 2, vom Volksmund als VW-Bus oder Bulli bezeichnet. Damit produzierte VW neben dem verwandten VW Käfer (Typ 1) mit luftgekühltem Heckmotor ein zweites Modell, das sich als überaus erfolgreich erwies. Der VW-Bus bzw. VW-Transporter war das erste in großer Stückzahl hergestellte Nutzfahrzeug von Volkswagen.
Das VW-Werk Wolfsburg erwies sich schnell als zu klein für die zusätzliche Produktion des Transporters. Ein neuer Werksstandort wurde gesucht und fand sich im hannoverschen Stadtteil Stöcken. Das neue Werk Hannover begann 1956 mit der Fertigung; ab 1958 begann dort auch die Motorenproduktion. 1961 wurde die Fertigstellung des einmillionsten Transporters gefeiert.
Bis 1967 wurden von der intern T1 bezeichneten ersten Version des Transporters ca. 1,8 Millionen hergestellt; dann erfolgte die Ablösung durch das Nachfolgemodell T2. Dieses hatte hauptsächlich eine neu gestaltete Front mit ungeteilter Windschutzscheibe. Bereits 1968 lief der zweimillionste Transporter vom Band, 1971 waren 3 Millionen erreicht.
1975 wurde das Angebot nach oben erweitert: Der „große Bruder“ des Transporters heißt VW LT und verfügte im Gegensatz zum Transporter über einen an der Vorderachse eingebauten Reihenmotor mit Wasserkühlung.
Von 1977 bis 1993 kooperierte VW mit dem Nutzfahrzeughersteller MAN. Gemeinsam wurden leichte Lkw entwickelt, gebaut und ab 1979 unter dem Namen „MAN-VW“ vertrieben.
Die dritte Generation des Transporters (T3) kam 1979 auf den Markt. Sie verkaufte sich – vor allem im Ausland – deutlich schlechter als das Vorgängermodell. Der nach wie vor hinten eingebaute Motor bot keinen so gut nutzbaren Innenraum wie die Transporter der Konkurrenz, außerdem war das Fahrzeug mit den anfangs angebotenen Boxermotoren untermotorisiert, die luftgekühlten 2-Liter-Motoren waren wenig standfest. Erst nach der Einführung wassergekühlter Otto- und Dieselmotoren stiegen die Verkaufszahlen wieder an. Die Qualität des T3 wurde jedoch nur selten kritisiert.
1981 begann die Tochtergesellschaft „Volkswagen Caminhoes Ltda.“ in Brasilien mit dem Bau von mittelschweren Lkw, die jedoch vorerst nur in Südamerika vertrieben wurden. Im folgenden Jahr erschien als weiteres Nutzfahrzeug der VW Caddy, ein Pick-up auf Basis des Golf I.
Der dreimillionste Transporter T3 lief 1986 vom Band, gebaut wurde er in Wolfsburg, Hannover, Brasilien, Südafrika, Mexiko und Australien. Ab 1989 wurde im Werk Hannover zusätzlich der VW Taro produziert, ein gemeinsam mit Toyota entwickelter Pick-up, der ein Stück größer war als der Caddy.
Die vierte Generation des Transporters (T4) wurde ab 1990 gebaut. Sie bildete einen radikalen Bruch mit der Vergangenheit: Der Motor ist nun vorn, der Antrieb erfolgt auf die Vorderachse. Erst zwei Jahre später endete die Produktion des Vorgängermodells T3. Ab 1994 war der VW L80, ein in Brasilien gebauter leichter Lkw, auch auf dem deutschen Markt erhältlich.
1995 wurde aus dem Unternehmensbereich Nutzfahrzeuge die Marke Volkswagen Nutzfahrzeuge und Bernd Wiedemann ihr Chef. Im folgenden Jahr erschien die zweite Generation des LT, die gemeinsam mit Daimler-Benz entwickelt wurde. 1997 wurde der achtmillionste Transporter gebaut, außerdem wurde das Werk im polnischen Poznań fester Bestandteil der Marke. Seit 1999 hat die Volkswagen AG die Marke VWN geschützt.
Zum Jahr 2000 übernahm VWN das Lastwagen- und Buswerk im brasilianischen Resende.

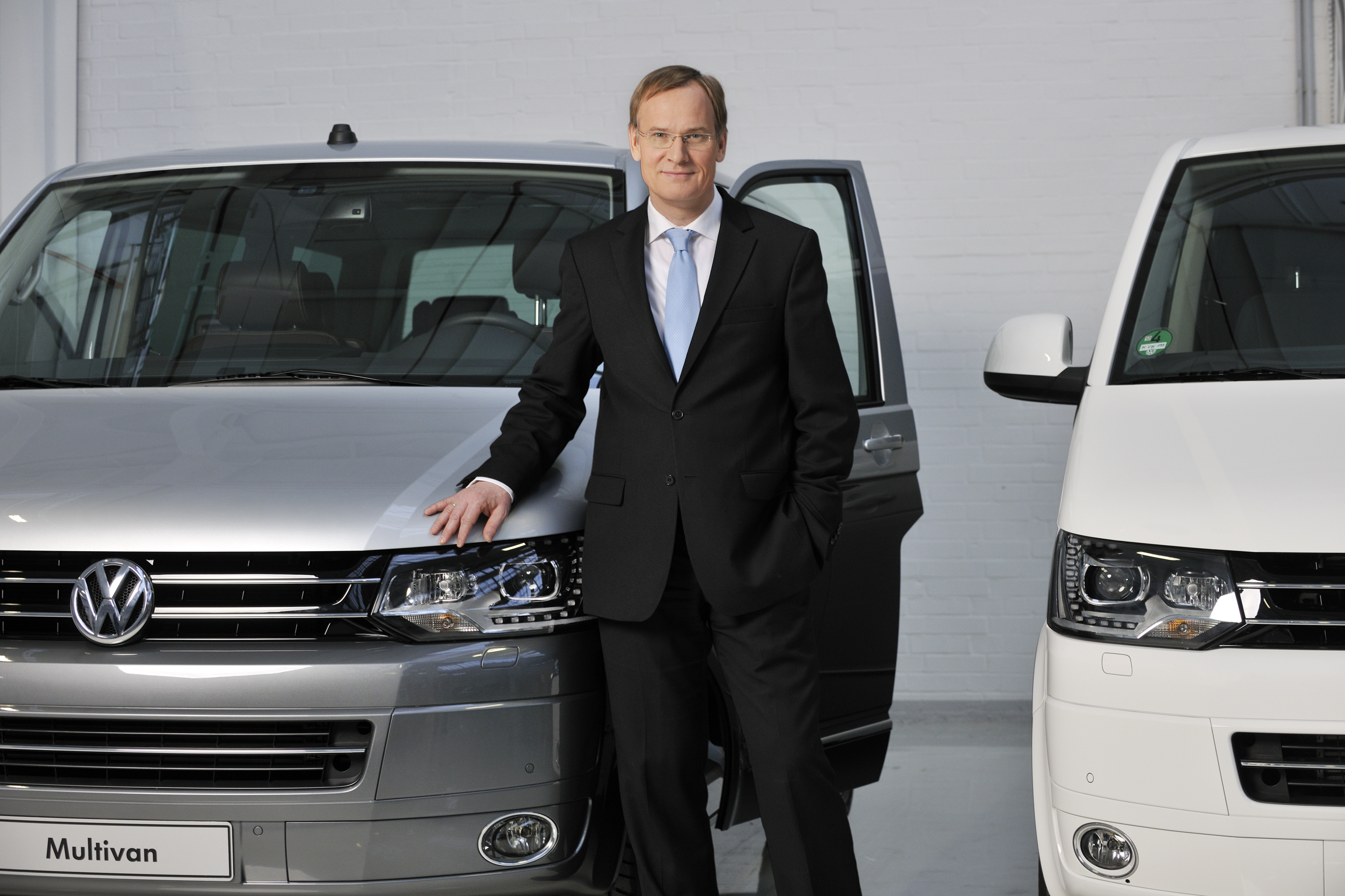
Eckhard Scholz, ehemaliger Vorstandsvorsitzender Volkswagen Nutzfahrzeuge

Seit 2003 wird in Hannover und Posen die fünfte Generation des Transporters gebaut. 2004 wurde ein neues Werk in Hannover-Limmer eröffnet, in dem das Wohnmobil „California“ gebaut wird. Ebenfalls 2004 wurde der neue Caddy vorgestellt, der im Werk Posen gebaut wird. Der Caddy ist erstmals auch als Familienlimousine zu haben (bis 2012 als „Caddy Life“ bezeichnet).
Am 1. Januar 2007 wurde Bernd Wiedemann von Stephan Schaller als Chef von VWN abgelöst.
Zum Jahr 2009 wurde die Lkw- und Bus-Sparte Volkswagen Caminhões e Ônibus an MAN verkauft.
2011 wurde das Internetportal umbauportal.de ins Leben gerufen, um die Zusammenarbeit zwischen Volkswagen Nutzfahrzeuge und den Aufbauherstellern zu intensivieren.
Im Geschäftsjahr 2012 konnte Volkswagen Nutzfahrzeuge weltweit 550 Tausend Fahrzeuge der Modelle Amarok, T5, Caddy und Crafter absetzen.
2019 wurde mit dem Cargo E-Bike erstmals ein Lastenrad vorgestellt. Das dreirädrige Elektrofahrrad wird im Nutzfahrzeug-Werk Hannover gefertigt.
Zum 1. Juli 2025 übernahm Stefan Mecha den Vorstandsvorsitz von Carsten Intra.

## Modelle
| Bauzeit   | Baureihe                                   | Anmerkung | Bild |
| --------- | ------------------------------------------ | --- | ---- |
| 1950–1967 | VW Transporter T1 (Typ 2)                  | erster Kleinbus von VW, neben dem Käfer VWs Verkaufsschlager der 1950er/1960er Jahre |      |
| 1964–1973 | Fridolin (Typ 147)                         | für die Deutsche Bundespost konstruierter Lieferwagen |      |
| 1967–1971 | VW Transporter T2a (Typ 2)                 | überarbeiteter Transporter mit ungeteilter Frontscheibe |      |
| 1971/1972 | VW Transporter T2ab Zwischenmodell (Typ 2) | nur ein Jahr lang gebaut (Front wie T2a, Heck wie T2b) |      |
| 1972–1979 | VW Transporter T2b (Typ 2)                 | überarbeiteter T2 |      |
| 1975–1995 | LT, erste Generation                       | großer Bruder des VW-Transporters |      |
| 1979–1993 | MAN-VW                                     | leichte Lkw aus einer Kooperation mit MAN |      |
| 1979–1992 | VW Transporter T3 (Typ 2)                  | letzter Transporter mit Heckmotor, Busse unter den Namen „Bus“, „Caravelle“ und „Multivan“. |      |
| 1979–1993 | Caddy I                                    | Pick-up-Version des Golf I, Caddy |      |
| 1989–1996 | Taro                                       | entstanden durch eine Kooperation mit Toyota |      |
| 1990–2003 | VW Transporter T4 (Typ 2)                  | erster VW-Transporter mit Frontmotor, Busse unter den Namen „Caravelle“ und „Multivan“; mehrere Facelifts |      |
| 1995–2000 | L 80                                       | in Brasilien gebauter leichter Lkw |      |
| 1995–2003 | Caddy II (Typ 9KV)                         | Stadtlieferwagen, Badge-Engineered Version des Seat Inca |      |
| 1995–2006 | LT, zweite Generation                      | zweiter LT, nahezu baugleich mit dem Mercedes-Benz Sprinter. |      |
| 1996–2000 | Caddy II (Typ 9U)                          | Pick-up, Badge-Engineered Version des Škoda Pick-up |      |
| 2003–2015 | VW Transporter T5 (Typ 2)                  | Multivan und Caravelle unterscheiden sich durch eine andere Front von den übrigen Typen. |      |
| 2003–2015 | Caddy III                                  | in Posen gebauter Stadtlieferwagen; Poznań (Posen) ist das Co-Werk von Hannover, d. h., es werden dort der T5 (außer Multivan und Camper) und der Caddy hergestellt, die offenen Varianten des T5 (Pritsche/Doppelkabine) werden ausschließlich in Poznań gebaut                                   |      |
| 2006–2016 | VW Crafter I                               | Nachfolger des LT2; bis auf die Motoren und die Fahrzeugfront weitgehend baugleich mit dem Mercedes-Benz Sprinter. Der Crafter wird bis 2016 im Automobilwerk Ludwigsfelde der Daimler AG gefertigt.                                                                                               |      |
| seit 2010 | Amarok I                                   | Pick-up, wird im VW-Werk General Pacheco in Argentinien gebaut und zudem zwischen 2012 und 2020 im VW-Werk Hannover-Stöcken |      |
| 2015–2020 | VW Caddy IV                                | Ist nur ein umfangreiches Facelift vom Caddy III; wird aber als vierte Generation bezeichnet. |      |
| 2015–2024 | VW T6 (Typ 2)                              | Ist ein umfangreiches Facelift vom T5; wird aber als sechste Generation bezeichnet. Im Jahr 2019 bekam es ein Facelift, seitdem wird er als VW T6.1 bezeichnet. |      |
| seit 2016 | VW Crafter II                              | Nachfolger des Crafter I. Vollständige Neuentwicklung der Volkswagen AG. Fertigung im eigens für diesen Transporter gebauten Werk in Września. Produktion seit 2016, Auslieferung seit Anfang 2017.                                                                                                |      |
| seit 2019 | Cargo e-Bike                               | Dreirädriges Lastenrad mit Automatikgetriebe und Pedelecunterstützung. |      |
| seit 2020 | VW Caddy V                                 | Im Gegensatz zum Vorgänger eine komplette Neuentwicklung. Er basiert auf den VW Golf VIII und ist das erste VW Nutzfahrzeug, welches auf der VW Plattform MQB basiert. Die dritte Generation des Ford Tourneo Connect teilt sich mit ihm die Technik.                                              |      |
| seit 2021 | VW T7 Multivan                             | Erstmals basiert ein VW-Bus auf dem modularen Querbaukasten. Außerdem ist er auch als Plug-in-Hybrid erhältlich. |      |
| seit 2022 | VW ID. Buzz                                | Der ID. Buzz ist ein elektrisch angetriebenes Fahrzeug, das gemeinsam von Volkswagen und Volkswagen Nutzfahrzeuge entwickelt wurde. Während die Van-Variante von Volkswagen vertrieben wird, erfolgt die Vermarktung des Cargo von Volkswagen Nutzfahrzeuge. Beide werden im Werk Hannover gebaut. |      |
| seit 2023 | Amarok II                                  | Die zweite Generation des Amarok wurde gemeinsam mit dem Ford Ranger entwickelt und wird in Südafrika gefertigt. |      |
| seit 2025 | VW T7                                      | VW-Bus auf Basis des Ford Transit Custom. |      |

## Werke
- Volkswagenwerk Hannover, Werk Stöcken und Werk Limmer
- Poznań, Polen
- Września, Polen

|             | Unternehmen                                               | Standorte | Mitarbeiter | Modelle                                                                  |
| ----------- | --------------------------------------------------------- | --------- | ----------- | ------------------------------------------------------------------------ |
| Europa      |                                                           |           |             |                                                                          |
| Deutschland | Volkswagen AG (Volkswagen Nutzfahrzeuge)                  | Hannover  | 13.132      | VW T6 VW T7 Multivan Volkswagen Group Components: Gießerei Wärmetauscher |
| Polen       | Volkswagen Poznań Sp. z.o.o. (Volkswagen Nutzfahrzeuge)   | Posen     | 5.531       | VW Caddy VW T6.1 Volkswagen Group Components: Gießerei                   |
| Polen       | Volkswagen Września Sp. z.o.o. (Volkswagen Nutzfahrzeuge) | Września  | 3.371       | MAN e-TGE MAN TGE VW e-Crafter VW Crafter VW Grand California            |
| Südamerika  |                                                           |           |             |                                                                          |
| Argentinien | Volkswagen Argentina S.A. (Volkswagen PKW)                | Pacheco   | 3.679       | VW Amarok VW Taos                                                        |